# No Demuestra Interés (NDI)
No Demuestra Interés —también conocidos bajo el acrónimo N.D.I— es una banda del género Hardcore punk formada en el año 1990. Es notoria por haber sido parte de la escena del Buenos Aires Hardcore (BAHC) en Argentina.

## Historia

### Inicios
No Demuestra Interés se formó a mediados del año 1990, en los suburbios de Buenos Aires. Inicialmente, la banda estaba conformada por cuatro integrantes que tocaban voz, guitarra, bajo y batería. Luego de su segundo show el grupo incorporó a otro guitarrista, y fue entonces cuando se consolidó el sonido definitivo del grupo. No obstante, hubo momentos en los cuales se alternó con uno y dos guitarristas.

Los primeros recitales fueron literalmente «una catarata de temas(Sic), a una velocidad a la cual el público del momento no estaba acostumbrado», sumados a una voz muy particular.[¿según quién?]

Las presentaciones sucesivas junto a otras bandas del momento, generaron un grupo de personas que asistían a cada presentación y que fue multiplicándose, hasta formar el Movimiento Hardcore en Argentina, el cual fue llamado Buenos Aires Hardcore (BAHC).

En 1992 y como resultado de éste crecimiento, tanto de bandas como de espectadores, se organiza la grabación de un Split en forma autogestionada que agrupó temas de varias Bandas Hardcore(HC) y Punks del momento. Este disco pasó a llamarse Mentes Abiertas, la verdadera invasión, cuyo nombre aludía a Invasión '88, un disco que se editó previamente en el año 1988 y que no había logrado tener el alcance que se esperaba. [cita requerida]

### Extremo Sur
En 1993 se edita el primer LP de una banda Hardcore argentina. Ese disco se llamó Extremo Sur, el cual contenía temas de menos de un minuto de duración, con canciones tituladas como "Patea al slogan", "Ceguera Juvenil" o "Debes quitarte el uniforme", las cuales aludían al sentir de la juventud en ese momento, vapuleada por las crisis económicas y un futuro incierto.[cita requerida]
Sin duda, Extremo Sur indicaba el origen de la banda, no solo por estar formada por integrantes que vivían en la Zona Sur del conurbano bonaerense y de la ciudad de Buenos Aires, sino porque indicaba además donde se encontraba geográficamente la Argentina —"muy lejos", a criterio de los integrantes de la banda—. Este disco fue grabado en Buenos Aires y mezclado en Nueva York por Don Fury, responsable de trabajos con bandas como Agnostic Front, Gorilla Biscuits, Madball o Sick of It All, entre otros.

### Días de Furia
Durante 1994 N.D.I edita otro disco llamado Días de Furia, el cual incluiría temas como "Murallas" y "Estimo". En este álbum la banda comenzó a ampliar las características de las composiciones de las canciones. Fue grabado por alumnos de la Carrera de Sonido de un Estudio de la ciudad de Buenos Aires y editado por el Sello Frost Bite Records(ARG).

Este disco fue muy bien aceptado y se diferenciaba en estilo del resto de las bandas del momento.

N.D.I había crecido muy rápido, y en pocos años habían logrado posicionarse en el underground de Buenos Aires, habían tocado con bandas internacionales y habían realizado varias giras por el interior del país y países limítrofes.

### Mensaje no preciso de imagen
Para 1995, editan el tercer disco titulado Mensaje no preciso de imagen. Quizás fue a su pesar, el disco más complejo y con mejor crítica recibida. No obstante el público no lo recibió de la mejor manera, y según las publicaciones del momento, quizás se necesitó de más tiempo para digerir el cambio. Lo cierto es que este disco marcó un antes y un después de la banda y probablemente del Movimiento HC local.

El álbum Mensaje no preciso de imagen terminó por cerrar un ciclo y «abriendo la puerta(Sic)» para muchas de las bandas Post-Hardcore de Argentina.

En 1998 N.D.I se disuelve y como consecuencia, diversas bandas participan del compilado Ningún homenaje/ Ningún crítico editado en 1998. En el año 2008 se reunieron nuevamente y desde ese momento continúan en actividad.

### Control EP
Luego de un tiempo  de no realizar ediciones, No Demuestra Interés decide editar un EP. El mismo contiene los temas con el estilo propio de la banda. Temas como Rio Rojo, El Álamo, Olvidado y el propio Control (que da nombre al EP), completan esta entrega con la fuerza característica del Hardcore rioplatense. Las críticas positivas al tan esperado lanzamiento generó la preparación de una nuevas ediciones que verá la luz para los próximos años, según afirmaciones de la banda. No obstante la llegada de la pandemia producida por el virus SARS-CoV-2 ha demorado las grabaciones de la nueva producción. 

### Año 2022
Luego de más de 10 años de conducir la historia de la banda con diferentes cantantes, sorpresivamente se reconecta y regresa a la voz Adrián Outeda.
Confirmando este regreso, se realiza en noviembre del mismo año el show por los 30 años del disco “Extremo Sur”, agotando la totalidad de las plazas casi 3 semanas antes del show.
En la actualidad están trabajando en una mini gira por Argentina y países limítrofes. A su vez se espera el lanzamiento de al menos 3 sencillos.

## Discografía
- Extremo Sur (1993)
- Días de Furia (1994)
- Mensaje no preciso de imagen (1995)
- Control EP (2019)

### Participaciones
- Mentes abiertas, la verdadera invasión (1992)
- Skate rock volumen 3 (1996)

### Reconocimientos y méritos
- Diversas bandas participaron del compilado Ningún homenaje/ Ningún crítico(1998), con canciones de No Demuestra interés.